# Landkreis Würzburg
Landkreis Würzburg ligger i den sydlige del af Regierungsbezirk Unterfranken  i den tyske delstat Bayern. Nabokreise er meod nord landkreisene Main-Spessart og Schweinfurt, mod øst landkreisene Kitzingen og Neustadt an der Aisch-Bad Windsheim og mod syd og vest Main-Tauber-Kreis i delstaten Baden-Württemberg. Den kreisfri by Würzburg ligger som en enklave midt i Landkreis Würzburg.

## Geografi
Gennem  Landkreis Würzburg løber floden Main fra sydøst mod nordvest, gennem en 100 til 150 meter dyb dal. Vest for Main ligger store løvskove: Gramschatzer Wald, Irtenberger Wald, og Guttenberger Wald); mod øst, og syd for Würzburg er der frugtbare landbrugsområder („Ochsenfurter Gau“).

## Byer og kommuner
Kreisen havde 161834  indbyggere pr.  2018-12-31

| Byer 1. Aub (1466) 2. Eibelstadt (3046) 3. Ochsenfurt (11319) 4. Röttingen (1673) Købstæder 1. Bütthard (1281) 2. Eisenheim (1350) 3. Frickenhausen a.Main (1248) 4. Gelchsheim (801) 5. Giebelstadt (5501) 6. Helmstadt (2657) 7. Höchberg (9379) 8. Neubrunn (2303) 9. Randersacker (3387) 10. Reichenberg (4136) 11. Remlingen (1491) 12. Rimpar (7645) 13. Sommerhausen (1913) 14. Winterhausen (1379) 15. Zell a.Main (4423) Kommunefri områder (55,16 km², ubeboet) 1. Gramschatzer Wald (22,27 km²) 2. Guttenberger Wald (18,07 km²) 3. Irtenberger Wald (14,82 km²) | Kommuner 1. Altertheim (2006) 2. Bergtheim (3756) 3. Bieberehren (914) 4. Eisingen (3372) 5. Erlabrunn (1793) 6. Estenfeld (5237) 7. Gaukönigshofen (2487) 8. Gerbrunn (6379) 9. Geroldshausen (1293) 10. Greußenheim (1589) 11. Güntersleben (4490) 12. Hausen b.Würzburg (2447) 13. Hettstadt (3550) 14. Holzkirchen (955) 15. Kirchheim (2134) 16. Kist (2611) 17. Kleinrinderfeld (2069) 18. Kürnach (4783) 19. Leinach (3123) 20. Margetshöchheim (3082) 21. Oberpleichfeld (1137) 22. Prosselsheim (1180) 23. Riedenheim (699) 24. Rottendorf (5329) 25. Sonderhofen (846) 26. Tauberrettersheim (865) 27. Theilheim (2362) 28. Thüngersheim (2701) 29. Uettingen (1894) 30. Unterpleichfeld (3003) 31. Veitshöchheim (9652) 32. Waldbrunn (2824) 33. Waldbüttelbrunn (4874) |

Verwaltungsgemeinschafte
1. Aub
(Byen Aub, købstaden Gelchsheim og kommunen Sonderhofen)
2. Bergtheim
(Kommunerne Bergtheim og Oberpleichfeld)
3. Eibelstadt
(Byen Eibelstadt, købstæderne Frickenhausen a.Main, Sommerhausen og Winterhausen)
4. Estenfeld
(Købstaden Eisenheim, kommunerne Estenfeld og Prosselsheim)
5. Giebelstadt
(Købstæderne Bütthard og Giebelstadt)
6. Helmstadt
(Købstæderne Helmstadt und Remlingen, kommunerne Holzkirchen og Uettingen)
7. Hettstadt
(Kommunerne Greußenheim og Hettstadt)
8. Kirchheim
(Kommunerne Geroldshausen og Kirchheim)
9. Kist
(Kommunerne Altertheim og Kist)
10. Margetshöchheim
(Kommunerne Erlabrunn og Margetshöchheim)
11. Röttingen
(Byen Röttingen, kommunerne Bieberehren, Riedenheim og Tauberrettersheim)